# متن (علم الحديث)
المَتْن في سياق علم الحديث هو النص الفعلي للحديث، أي العبارات الموجودة في نص الحديث والتي تناولها الرواة بالرواية عن بعضهم، بعبارة أخرى فإن مَتْن الحديث هو ما انتهى إليه سنده، وتتنوع تسمية هذا النص من حيث النسبة لقائله ومن حيث طُرق روايته (أي عدد رواته). والمَتْنُ في اللغة: الظَّهْر، ومنها مَتْن الأرض أي ما ارتفع وصَلُب منها، ومتْن اللغة أي أصولها ومفرداتها وألفاظها.

## شروط المتن عند الحكم بصحة الحديث
اشترط علماء الحديث شروطا للحكم بصحة الحديث، منها شروط تخص المتن وهي:
- سلامة المتن من الشذوذ فلو انفرد بالحديث راو واحد ثقة وكان متن الحديث مخالفا لما رواه من هو أوثق منه كان متن الحديث شاذا.
- سلامة المتن من العلة فلو ظهر في المتن علة من علل الحديث كإضافة الرواي ألفاظ من عنده لم يقلها النبي كان متن الحديث مُعَلّا.

## أنواع المتن من حيث نسبته لقائله
يتنوع وصف المتن بتنوع قائله كما يلي:

### النص المنسوب إلى الله
يُسمى النص المنسوب قوله إلى الله  على لسان نبيه محمد ﷺ بالحديث القدسي.
- مثله يقول الله :

| متن (علم الحديث)          | ما لعبدي المؤمن عندي جزاء إذا قبضت صفيه من أهل الدنيا ثم احتسبه إلا الجنة | متن (علم الحديث) |
| — حديث قدسي، صحيح البخاري |                                                                           |                  |

- مثله أيضا يقول الله :

| متن (علم الحديث)          | أنا عند ظن عبدي بي، وأنا معه إذا ذكرني، فإن ذكرني في نفسه ذكرته في نفسي، وإن ذكرني في ملإ ذكرته في ملإ خير منهم، وإن تقرب إلي بشبر تقربت إليه ذراعا، وإن تقرب إلي ذراعا تقربت إليه باعا، وإن أتاني يمشي أتيته هرولة | متن (علم الحديث) |
| — حديث قدسي، صحيح البخاري | |                  |

### النص المنسوب إلى النبي
يُسمى النص المنسوب قوله إلى النبي محمد ﷺ، وهو من قول النبي ﷺ بالحديث المرفوع.
- مثله

| متن (علم الحديث)           | فكوا العاني (يعني: الأسير)، وأطعموا الجائع، وعودوا المريض | متن (علم الحديث) |
| — حديث مرفوع، صحيح البخاري |                                                           |                  |

كما يشمل الحديث المرفوع كل ما نُسب إليه ﷺ من عملٍ أو تقريرٍ أو صفةٍ خِلْقية أو خُلُقية.
- العمل أي التصرفات المنسوب فعلها لرسول الله ﷺ
  - مثله ما قالته عائشة  بأن النبي ﷺ:

| متن (علم الحديث)           | كان يقوم من الليل حتى تتفطر قدماه | متن (علم الحديث) |
| — حديث مرفوع، صحيح البخاري |                                   |                  |

- التقرير أي إقرار (موافقة) النبي ﷺ على فعلٍ أو قولٍ لأحد أصحابه.
  - مثله ما نصح به سلمان الفارسي أخاه أبا الدرداء قائلا:

| متن (علم الحديث)           | إن لربك عليك حقا، ولنفسك عليك حقا، ولأهلك عليك حقا، فأعط كل ذي حق حقه. فأتى النبي ﷺ فذكر ذلك له، فقال النبي ﷺ: صدق سلمان | متن (علم الحديث) |
| — حديث مرفوع، صحيح البخاري | |                  |

- الصفة الخِلْقية هي الصفات الشكلية لرسول الله ﷺ
  - مثله ما وصف به البراء بن عازب  رسولَ الله ﷺ أنه كان:

| متن (علم الحديث)           | أحسن الناس وجها وأحسنه خلقا ليس بالطويل البائن ولا بالقصير | متن (علم الحديث) |
| — حديث مرفوع، صحيح البخاري |                                                            |                  |

- صفته الخُلُقية التي تصف طباعه وأخلاقه ﷺ
  - مثله ما وصف به عبد الله بن عباس  رسول الله ﷺ:

| متن (علم الحديث)           | كان النبي صلى الله عليه وسلم أحسن الناس، وأجود الناس، وأشجع الناس، ولقد فزع أهل المدينة ذات ليلة، فانطلق الناس قبل الصوت، فاستقبلهم النبي ﷺ قد سبق الناس إلى الصوت، وهو يقول: لن تراعوا، لن تراعوا، وهو على فرس لأبي طلحة عري ما عليه سرج، في عنقه سيف، فقال: لقد وجدته بحرا، أو إنه لبحر | متن (علم الحديث) |
| — حديث مرفوع، صحيح البخاري | |                  |

### النص المنسوب إلى أحد الصحابة
يُسمى النص المنسوب قوله إلى أحد الصحابة وليس من قول النبي ﷺ بالحديث الموقوف
- مثله ما قاله عبد الله بن مسعود :

| متن (علم الحديث)        | ما أنت بمحدث قوما حديثا لا تبلغه عقولهم، إلا كان لبعضهم فتنة | متن (علم الحديث) |
| — حديث موقوف، صحيح مسلم |                                                              |                  |

### النص المنسوب إلى أحد التابعين
يُسمى النص المنسوب قوله إلى أحد التابعين وليس من قول النبي ﷺ بالحديث المقطوع
- مثله ما رُوي عن القاسم بن محمد أنه كان:

| متن (علم الحديث)        | يقرأ خلف الإمام فيما لا يجهر فيه الإمام بالقراءة | متن (علم الحديث) |
| — حديث مقطوع، موطأ مالك |                                                  |                  |

## أنواع المتن من حيث طرق روايته

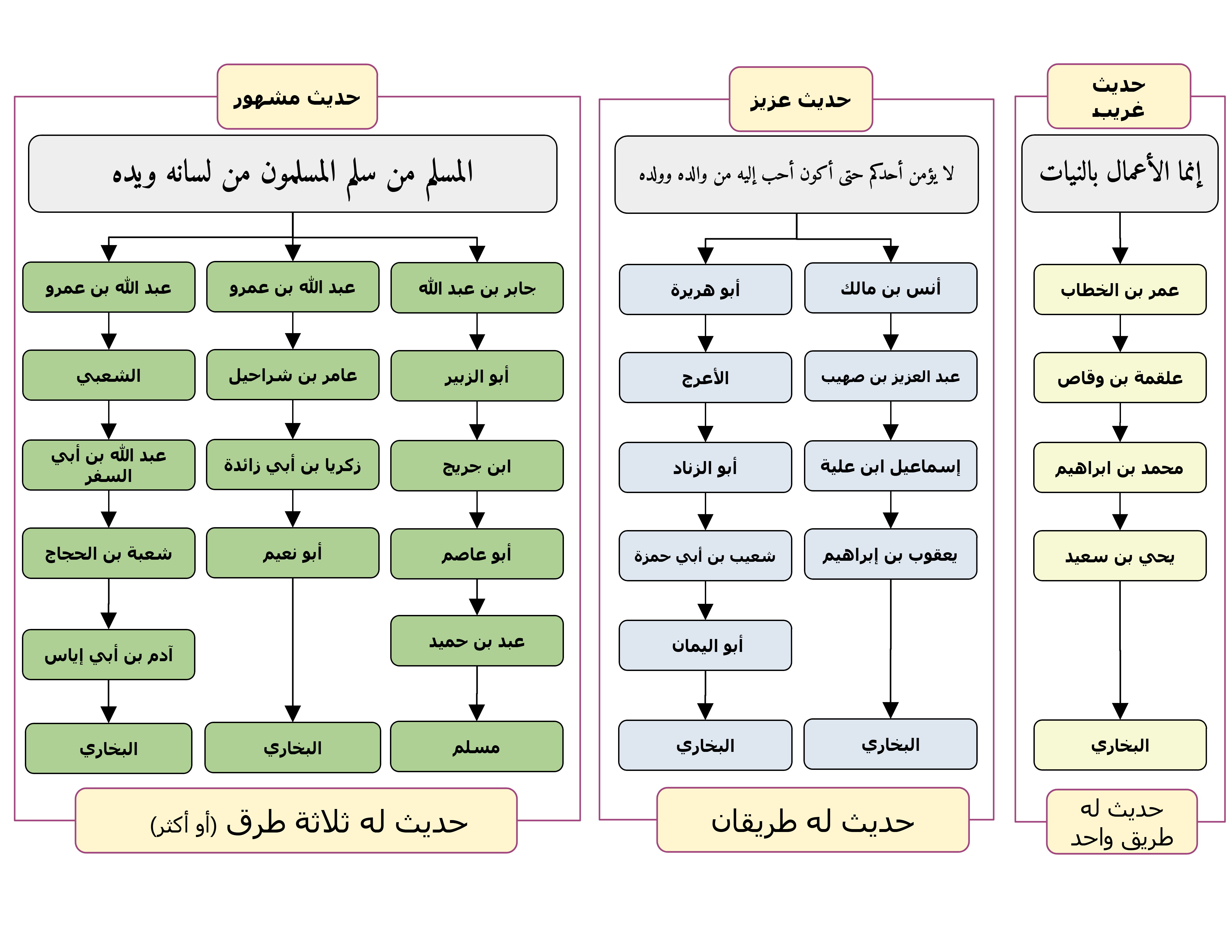
تقسيم الحديث من حيث عدد طرق وصوله إلينا

طُرق رواية الحديث هي أسانيد رواية هذا الحديث، وكل سند يُمثل سلسلة رواة، كل واحد منهم أخذ الحديث ممن فوقه، وينقسم الحديث من حيث عدد رواته إلى:

### الحديث المشهور
الحديث المشهور هو الحديث المروي بأكثر من طريقين، ومن العلماء من جعل الحديث المتواتر أحد أشكال الحديث المشهور.
- مثله

| متن (علم الحديث)                                                                 | من كذب علي متعمدا فليتبوأ مقعده من النار | متن (علم الحديث) |
| — حديث مرفوع،مشهور،متواتر، صحيح البخاري،مسلم،أبي داود،ابن ماجه،الترمذي،مسند أحمد |                                          |                  |

### الحديث العزيز
الحديث العزيز هو ما انفرد به راويان في أي طبقة من طبقات السند.
- مثله الحديث المروي عن أنس وعن أبي هريرة أن رسول الله ﷺ قال:

| متن (علم الحديث)                | لا يؤمن أحدكم حتى أكون أحب إليه من والده وولده | متن (علم الحديث) |
| — حديث مرفوع،عزيز، صحيح البخاري |                                                |                  |

### الحديث الغريب
الحديث الغريب هو الحديث الذي ينفرد به راو واحد ثقة في أي طبقة من طبقات سنده.
- مثله ما انفرد به عمر بن الخطاب  أن رسول الله ﷺ قال:

| متن (علم الحديث)                | إنما الأعمال بالنيات، وإنما لكل امرئ ما نوى، فمن كانت هجرته إلى دنيا يصيبها، أو إلى امرأة ينكحها، فهجرته إلى ما هاجر إليه | متن (علم الحديث) |
| — حديث مرفوع،غريب، صحيح البخاري | |                  |

## أنواع المتن من حيث مخالفته لغيره

### الحديث الشاذ
الحديث الشاذ متنا هو الحديث الذي انفرد به راو ثقة فخالف به من هو أوثق منه أو من هم أكثر منه عددا
- مثله:

وقد جاء الحديث من جميع طرقه هكذا، إلا فيه رواية موسى بن علي بن رباح في سنن النسائي:
وحديث موسى شاذ لمخالفة الجماعة بزيادة «يوم عرفة ويوم النحر».

### الحديث المنكر
الحديث المنكر هو الحديث الذي رواه راو ضعيف مخالفا به ما رواه الثقة
- مثله:

حديث تفرد به أبو زكير، وهو راو لم يبلغ مبلغ من يحتمل تفرده، فكان الحديث منكرا.

## روابط خارجية
- البحث في تخريج حديث
- مكتبة الحديث النبوي الشريف
- مكتبة صيد الفوائد